# فريدي بروكس
فريدي بروكس (بالإنجليزية: Freddie Brooks)‏ هو مغن مؤلف أمريكي، ولد في 1962.